# Récepteur du glucagon-like peptide-2
Le récepteur du peptide-2 de type glucagon (GLP-2R) est une protéine qui est codée chez l’homme par le gène GLP2R situé sur le chromosome 17. 

## Sa fonction
Le récepteur GLP2 (GLP2R) est un membre de la superfamille des récepteurs couplés aux protéines G étroitement apparenté au récepteur du glucagon (récepteur GLP1). Le glucagon-like peptide-2 (GLP2) est un peptide de 33 acides aminés dérivé du proglucagon et produit par des cellules entéro-endocrines intestinales (cellules L). Comme le glucagon-like peptide-1 (GLP1) et le glucagon lui-même, il est dérivé du peptide proglucagon codé par le gène GCG. Le GLP2 stimule la croissance intestinale et régule à la hausse la hauteur des villosités dans l'intestin grêle, en même temps qu'une prolifération accrue des cellules cryptographiques et une diminution de l'apoptose des entérocytes. De plus, le GLP2 prévient l'hypoplasie intestinale résultant d'une nutrition parentérale totale. GLP2R, un membre de la superfamille des récepteurs couplés à la protéine G, est exprimé dans l’intestin et est étroitement apparenté au récepteur du glucagon (GCGR) et au récepteur de GLP1 (GLP1R). 

## Voir également
- Glucagon-like peptide-2
- Glucagon-like peptide-1